# Cícero Alves de França
Cícero Alves de França (* 13. März 1975 in Cajazeiras, Paraíba) ist ein brasilianischer römisch-katholischer Geistlicher und Weihbischof in São Paulo.

Wappen von Cícero Alves de França.

## Leben
Cícero Alves de França studierte Philosophie und Theologie in São Paulo und empfing am 7. März 2004 das Sakrament der Priesterweihe für das Erzbistum São Paulo.
Von 2005 bis 2009 war er neben Aufgaben in der Pfarrseelsorge Rektor des philosophischen Seminars Santo Cura D’Ars. Während dieser Zeit erwarb er an der Päpstlichen Universität Gregoriana in Rom einen Abschluss für Ausbilder von Priestern und Ordensleuten (2008) sowie ein Lizenziat in Spiritualität (2009). Seit 2010 war er Rektor des Theologischen Seminars Bom Pastor. Außerdem war er Mitglied des Konsultorenkollegiums, des Priesterrates und der Kommission für den Schutz Minderjähriger.
Am 3. März 2022 ernannte ihn Papst Franziskus zum Titularbischof von Missua und zum Weihbischof in São Paulo. Der Erzbischof von São Paulo, Odilo Pedro Kardinal Scherer, spendete ihm am 8. Mai 2022 in der Catedral da Sé in São Paulo die Bischofsweihe. Mitkonsekratoren waren der emeritierte Bischof von Jacarezinho, Fernando José Penteado, und der Bischof von Ourinhos, Eduardo Vieira dos Santos.